# TOI-1853
TOI-1853 — одиночная звезда в созвездии Волопаса на расстоянии приблизительно 540 световых лет (около 165 парсек) от Солнца. Визуальная звёздная величина звезды — +12,276m.
Вокруг звезды обращается, как минимум, одна планета.

## Характеристики
TOI-1853 — оранжевый карлик спектрального класса K2,5V. Масса — около 0,837 солнечной, радиус — около 0,808 солнечного, светимость — около 0,3696 солнечной. Эффективная температура — около 4966 K.

## Планетная система
В 2019 году группой астрономов, работающих в рамках программы TESS, было объявлено об открытии планеты TOI-1853 b.